# Diego Ramírez Brenes
Diego Ricardo Ramírez Brenes (Cartago, 11 de agosto de 1992) es un exfutbolista costarricense.

## Clubes
| Club                  | País       | Año         |
| --------------------- | ---------- | ----------- |
| Club Sport Cartaginés | Costa Rica | 2012 - 2014 |
| Municipal Turrialba   | Costa Rica | 2014 - 2015 |